# Guillermo Ramírez
Pour les articles homonymes, voir Ramírez.
Guillermo Ramírez Ortega, né le 26 mars 1978 à Livingston au Guatemala, est un footballeur international guatémaltèque, qui jouait en tant que milieu de terrain. 

## Biographie

### Sélection
Guillermo Ramírez est convoqué pour la première fois par le sélectionneur national Miguel Brindisi pour un match de la  Coupe UNCAF 1997 face au Costa Rica le 16 avril 1997 (victoire 1-0).
Il dispute quatre Gold Cup (en 1998, 2000, 2002 et 2005). Il participe également à cinq Coupes UNCAF (en 1997, 1999, 2003, 2005 et 2011).
Le 27 mai 2012, Ramírez est exclu de l'équipe nationale du Guatemala sur la base de soupçons d'avoir truqué le résultat d'un match du Guatemala contre l'Afrique du Sud en 2010. En juin 2012, cela est confirmé par deux de ses coéquipiers, Luis Rodríguez et Carlos Ruiz. Actuellement Ramírez est sous enquête de la FIFA ainsi que par le Ministerio Publico du Guatemala pour trahison et blanchiment d'argent.
Il est le deuxième joueur le plus capé (106 sélections) de la sélection du Guatemala.

### Suspension
Guillermo Ramírez, Gustavo Cabrera et Yony Flores sont reconnus coupables par la Fédération de football du Guatemala en septembre 2012 d'avoir truqué un match de l'équipe nationale et aussi un match de la Ligue des champions de la CONCACAF entre le CSD Municipal et le Santos Laguna. 
Guillermo Ramirez et Yony Flores à joue ensemble au Municipal à l'automne de 2010, quand le club termine derrière le Santos Laguna et le Columbus Crew dans la phase de groupe. 
Les trois joueurs sont interdits de prendre part à toute activité liée au football, pour la vie et dans le monde entier.

## Palmarès

### En club
- Avec le Municipal :
  - Champion du Guatemala en A. 2000, A. 2004, C. 2005, A. 2005, C. 2006, A. 2006, C. 2008 et A. 2009.

- Avec Los Angeles Galaxy :
  - Vainqueur de MLS Cup en 2005

- Avec le Marathón :
  - Champion du Honduras en A. 2009

- Avec le Motagua :
  - Champion du Honduras en C. 2011

### En sélection nationale
- Finaliste de la Coupe UNCAF en 1997, 1999 et 2003

### Distinctions personnelles
- Meilleur buteur du Championnat du Guatemala en C. 2002 (18 buts) et A. 2010 (13 buts)
- Élu meilleur joueur (MVP) de la finale de MLS en 2005

## Référence
1. ↑  RSSSF.com: Guillermo Ramirez en sélection (1997-2012)
2. ↑  (en) Three Guatemalan players banned for life sur fifa.com